# Moderner Planet
Als moderne Planeten (auch neue Planeten, Transsaturnier oder transsaturnische Planeten) werden in der Astrologie die astrologischen Planeten bezeichnet, die einem erst in der Neuzeit entdeckten Himmelskörper entsprechen. Im engeren Sinn handelt es sich dabei um Uranus, Neptun und Pluto.
Nach der Entdeckung des Planeten Uranus 1781 und weiterer Planeten im 19. und 20. Jahrhundert – Neptun 1846 und Pluto 1930 – wurden auch diese in das astrologische System als Planeten integriert.
Obwohl Pluto seit 2006 in der Astronomie nicht mehr als Planet, sondern als Zwergplanet gilt, wird er in der Astrologie weiterhin als Planet behandelt, ebenso wie der Kleinplanet Ceres und eine Reihe von Asteroiden wie Vesta und Chiron. Darüber, ob und welche dieser Objekte astrologisch relevant sind, hat sich noch kein Konsens etabliert.
Einigkeit herrscht dagegen hinsichtlich Uranus, Neptun und Pluto. Diese drei werden auch als die geistigen Planeten bezeichnet, im Unterschied zu den gesellschaftlichen Planeten Jupiter und Saturn und den persönlichen Planeten (Sonne, Mond, Merkur, Venus und Mars). Die Unterscheidung beruht darauf, dass die geistigen Planeten aufgrund ihrer langen Umlaufzeiten und damit der langen Verweilzeiten in den einzelnen Tierkreiszeichen in ihrer Einflüssen in der Regel nicht relativ kurzfristige persönliche oder gesellschaftliche Entwicklungen betreffen, sondern langfristig auf die „geistigen“ Prozesse wirken, die unsichtbar im kollektiven Unbewussten der Menschheit stattfänden.

## Oktaven
In Zusammenhang mit der Einbindung der modernen Planeten in das System der Astrologie wird gelegentlich der Begriff Oktave gebraucht. Demnach gebe es Entsprechungen in den „Schwingungsverhältnissen“ zwischen klassischen und modernen Planeten, die sich in Analogien und Entsprechungen der Charaktere der betreffenden Planeten abbilden. Demnach sei Uranus die „höhere Oktave“ des Merkur, Neptun die höhere Oktave der Venus und Pluto verhalte sich entsprechend zum Mars.
Der Begriff wurde 1958 von dem französischen Komponisten und Astrologen Dane Rudhyar in einem Artikel verwendet. Fred Gettings zufolge gehe die Begriffsbildung auf einen Beitrag von H. Walther von 1939 zurück. Möglicherweise ist der Begriff jedoch älter.
Wie gesagt, werden von einigen Astrologen auch einige Asteroiden und Zwergplaneten als moderne Planeten betrachtet. Es gibt daher Spekulationen, Objekte des Kuipergürtels als eine weitere „Oktave“ aufzufassen. So schlug Alan Clay 2021 folgende Zuordnungen vor:
- Sedna – Ceres – Mond
- Makemake – Uranus – Merkur
- Haumea – Neptun – Venus
- Eris – Pluto – Mars
- Quaoar – Jupiter
- Varuna – Saturn